# 정진현
정진현(1990년 1월 19일 ~ )은 대한민국의 전직 스타크래프트 프로게이머이다. By.1st라는 아이디를 사용하며 종족은 테란이다.
2007년 상반기 드래프트에서 온게임넷 스파키즈(현 하이트 스파키즈)의 2차 지명으로 입단하였다.
프로게이머로 활동하는 동안 방송 경기는 물론 그 어떤 경기에서도 단 한번도 나오지 않았고, 2008년 상반기 은퇴를 선언하였다.
2010년 6월 승부조작에 관련된 전 프로게이머로 혐의가 드러났으며, 이에 따라 KeSPA에서는 영구제명 징계를 내렸다. 그리고 2010년 10월 징역 6개월, 집행유예 1년, 도박 치료 프로그램 40시간을 선고받았다.
2010년 11월 스타크래프트 경기 승부조작 사건에 연루된 피고인들의 형이 최종 확정됐다.

## 수상 경력
정진현의 주요 기록은 승부조작 사건 이후, 한국e스포츠협회로부터 영구 제명되어 공식 기록에서 전부 삭제되었다.
- 2006년 12월 제27회 커리지매치 입상

## 같이 보기
- 스타크래프트 승부 조작 사건